# Peppe Femling
Peppe Femling (* 23. března 1992 Gävle) je bývalý švédský biatlonista a olympijských vítěz ze Zimních olympijských hrách 2018 v Pchjongčchangu, kde byl součástí švédské štafety.
Do závodů světového poháru nastupoval od roku 2014. Ve světovém poháru zvítězil ve své kariéře ve dvou kolektivních závodech. Jeho největším individuálním úspěchem jsou devátá místa z vytrvalostního závodu v Canmore z února 2019 a ze sprintu z Kontiolahti z března 2022.
Sportovní kariéru ukončil v březnu 2024.

## Výsledky

### Olympijské hry a mistrovství světa
| Sezóna  | Akce | Místo                | SP             | SZ             | HZ             | IZ             | ŠT             | SŠT            | SZD | Věk    |
| ------- | ---- | -------------------- | -------------- | -------------- | -------------- | -------------- | -------------- | -------------- | --- | ------ |
| 2014/15 | MS   | Kontiolahti          | 78.            | –              | –              | 62.            | 18.            | 16.            | ×   | 22 let |
| 2015/16 | MS   | Oslo                 | –              | –              | –              | 37.            | 7.             | –              | ×   | 23 let |
| 2016/17 | MS   | Hochfilzen           | nezúčastnil se | nezúčastnil se | nezúčastnil se | nezúčastnil se | nezúčastnil se | nezúčastnil se | ×   | 24 let |
| 2017/18 | ZOH  | Pchjongčchang        | 32.            | 42.            | –              | –              | 1.             | –              | ×   | 25 let |
| 2018/19 | MS   | Östersund            | 86.            | –              | –              | 67.            | –              | –              | –   | 26 let |
| 2019/20 | MS   | Anterselva           | 20.            | 16.            | 22.            | 17.            | 10.            | –              | –   | 27 let |
| 2020/21 | MS   | Pokljuka             | 31.            | 37.            | 27.            | 15.            | 2.             | –              | –   | 28 let |
| 2021/22 | ZOH  | Peking               | 64.            | –              | –              | 40.            | 5.             | –              | ×   | 29 let |
| 2022/23 | MS   | Oberhof              | 27.            | 25.            | 30.            | 79.            | 3.             | –              | –   | 30 let |
| 2023/24 | MS   | Nové Město na Moravě | –              | –              | –              | 64.            | –              | –              | –   | 31 let |

Poznámka: Výsledky z olympijských her se do hodnocení světového poháru nezapočítávají, výsledky z mistrovství světa se dříve započítávaly, od mistrovství světa v roce 2023 se nezapočítávají.

## Vítězství v závodech světového poháru, na mistrovství světa a olympijských hrách

### Kolektivní
| Č.                            | sezóna    | datum             | místo                            | disciplína |
| ----------------------------- | --------- | ----------------- | -------------------------------- | ---------- |
| OH                            | 2017/2018 | 23. února 2018    | Pchjongčchang, Jižní Korea (ZOH) | štafeta    |
| 1.                            | 2018/2019 | 16. prosince 2018 | Hochfilzen, Rakousko             | štafeta    |
| 2.                            | 2020/2021 | 13. prosince 2020 | Hochfilzen, Rakousko             | štafeta    |
| – závod na olympijských hrách |           |                   |                                  |            |